# إفرايم آينهورن
الحاخام إفرايم فرديناند اينهورن (بالعبرية: אפרים פרדיננד איינהורן) (بالصينية: 艾恩宏؛ البينيين: Ài Ēnhóng) (12 سبتمبر 1918 – 15 سبتمبر 2021) كان حاخامًا بريطانيًا أرثوذكسيًا مرتبطًا بالجالية اليهودية في تايوان.

## النشأة
وُلِد آينهورن في فيينا، النمسا. انتقل إلى المملكة المتحدة في سن الرابعة عشرة، ثم إلى الولايات المتحدة. قُتل والدا آينهورن في معسكر اعتقال زاكسنهاوزن.

## خدمات الكنيس في تايوان
وصل آينهورن إلى تايوان في يناير 1975 من الكويت وبدأ في إدارة خدمات الصلاة اليهودية بعد خمس سنوات. أدار آينهورن خدمة كنيس مع الجالية اليهودية في تايوان. وعلى الرغم من أن اليهود في تايوان لم يبنوا كنيسًا ماديًا أبدًا (على عكس المجتمعات الأخرى مثل الصين وهونغ كونغ وسنغافورة )، فقد تم إنشاء أول كنيس مؤقت في الخمسينيات من القرن الماضي في كنيسة الجيش الأمريكي عندما كان الجنود الأمريكيون متمركزين هناك. وبعد انهيار العلاقات بين جمهورية الصين والولايات المتحدة وإقرار قانون العلاقات التايوانية، تم نقل خدمات الصلاة إلى فندق الرئيس، الذي لم يعد موجودًا، ثم لسنوات عديدة في فندق لانديس (ريتز سابقًا). تقام خدمات الجالية اليهودية في تايوان الآن في مساحة مخصصة تمولها الجالية.

## أبرز إنجازات المهنة الأخرى
إلى جانب الواجبات الدينية، ساعد آينهورن في تحقيق وتعزيز العلاقات الدبلوماسية بين الحكومة التايوانية ودول أوروبا الشرقية والوسطى مثل جمهورية التشيك والمجر ولاتفيا وليتوانيا وبولندا ورومانيا بالإضافة إلى مقدونيا الشمالية وأوكرانيا. وكان أيضًا رئيسًا سابقًا للجمهوريين في الخارج في تايوان.
في عام 2009 منحته الحكومة النمساوية وسام الشرف الكبير لخدماته لجمهورية النمسا.

## الحياة الشخصية
تزوج من روث واينبرغ في عام 1953، ورزق منها بابنتين، دافنا وشارون.
توفي آينهورن في تايبيه في 15 سبتمبر 2021، بعد ثلاثة أيام من عيد ميلاده الثالث عشر بعد المائة.

## وصلات خارجية
- Interview of Rabbi Einhorn على يوتيوب
- Neil Rubin, A Taiwanese Shabbat, Baltimore Jewish Times, 5 May 2007.
- Tsao Yu-fan and Ruth Wang, Taiwan hoping for direct flights with Israel, Central News Agency (Republic of China), 7 July 2008.
- Taiwan opposition pulls Hitler ad, بي بي سي نيوز أون لاين, 12 March 2004.
- The Virtual Jewish History Tour: Taiwan, المكتبة اليهودية الافتراضية, 13 September 2006.
- Tea break with Taipei's only Rabbi نسخة محفوظة 2 June 2019 على موقع واي باك مشين., eRenlai, 5 July 2010.
- Taiwan Jewish Community